# Hugo Santacruz
Hugo Sebastián Santacruz Villalba (n. Yasy Cañy, Paraguay; 6 de febrero de 1989) es un ex-futbolista y entrenador de fútbol paraguayo. Jugaba de delantero. Actualmente es entrenador de Atlantida Sport Club de la Tercera División de Paraguay.

## Trayectoria
Comenzó en las inferiores del Club Libertad, pero debutó en primera por el Rubio Ñu, club al que fue cedido a préstamo en el año 2009. También jugó por el 3 de Febrero, de Ciudad del Este; y por el Gral. Caballero en donde salió como segundo goleador del torneo paraguayo. En 2012 volvió a su club de origen, Libertad equipo en el cual salió campeón. Pero al comienzo del semestre del 2013 fue cedido por 6 meses al Manta. Descendió en el 2014 con el Club 3 de Febrero. En el año 2015 llega al club Club Sol de América cedido nuevamente a préstamo consiguiendo una histórica clasificación a la Copa Sudamericana.
Para la temporada 2016 llega al Alianza Atlético de Sullana para afrontar el torneo peruano. En el 2017 ficha por Sportivo Trinidense, 2018 por  Rubio Ñu y para la temporada 2019 llega al futbol encuatoriano para encarar la serie B con el Gualaceo S.C.

## Clubes

### Como futbolista
| Club                          | País     | Año  |
| ----------------------------- | -------- | ---- |
| Rubio Ñu                      | Paraguay | 2009 |
| 3 de Febrero                  | Paraguay | 2010 |
| Gral. Caballero               | Paraguay | 2011 |
| Libertad                      | Paraguay | 2012 |
| Manta                         | Ecuador  | 2013 |
| Libertad                      | Paraguay | 2013 |
| 3 de Febrero                  | Paraguay | 2014 |
| Sol de América                | Paraguay | 2015 |
| Alianza Atlético              | Perú     | 2016 |
| Independiente de Campo Grande | Paraguay | 2017 |
| Sportivo Trinidense           | Paraguay | 2017 |
| Deportivo Recoleta            | Paraguay | 2018 |
| Gualaceo Sporting Club        | Ecuador  | 2019 |
| Atlántida                     | Paraguay | 2021 |

### Como entrenador
| Club      | País     | Año           |
| --------- | -------- | ------------- |
| Atlántida | Paraguay | 2025-presente |